# 何塞·路易斯·桑佩德罗
何塞·路易斯·桑佩德罗（西班牙語：José Luis Sampedro，全名，何塞·路易斯·桑佩德罗·赛斯，1917年2月1日—2013年4月8日），西班牙经济学家和作家。

## 生平
1917年，桑佩德罗生于加泰隆尼亞巴塞罗那，在13岁之前长于摩洛哥丹吉尔，后先后移居至西班牙索里亚省索里亚和马德里自治区阿兰胡埃斯。1936年，西班牙内战爆发，桑佩德罗加入政府(西班牙内战)国民军，后加入反政府的革命军。
1955年，桑佩德罗成为马德里康普顿斯大学的经济学教授。
在经济学研究的职业生涯阶段，桑佩德罗曾发表过数篇小说，1980年代初期退休之后，桑佩德罗更专注于文学作品的创作，并取得了一定的成就，1990年以经济学学者的身份入选专注文字、语言领域的西班牙皇家学院院士。后陆续推出多部畅销作品，直至2011年94岁高龄时，仍有作品问世。
在经济学研究方面，桑佩德罗推崇人文主义理念，反对西方世界盛行的资本主义和新自由主义的理念，是一位活跃的批评家。
2013年4月8日，于西班牙马德里逝世。